# Sphenorhina distinguenda
Sphenorhina distinguenda är en insektsart som beskrevs av Walker 1858. Sphenorhina distinguenda ingår i släktet Sphenorhina och familjen spottstritar. Inga underarter finns listade i Catalogue of Life.